# Margarida Cordeiro
Margarida Cordeiro (Mogadouro, 5 de julio de 1938) es una directora de cine y psiquiatra portuguesa, considerada unas de las cineastas más importantes del siglo XX en su país, coautora de una obra visionaria y que ejercerá gran influencia en el despertar del cine portugués y en la nueva generación de cineastas de los años ochenta y noventa.

## Biografía
Nació en la aldea de 700 habitantes de Bemposta, situada en el municipio de Mogadouro, en el distrito de Bragança (Portugal). Allí permaneció hasta los nueve años, en un entorno de carácter agrícola dentro del marco de la meseta mirandesa del norte de Portugal. Posteriormente se trasladará a Braganca. Luego vivirá en Oporto y en Lisboa. En 1959 conoce en Oporto a António Reis, quien ya poseía un reconocimiento en el país por haber colaborado junto a Paulo Rocha en la primera obra maestra de Manoel de Oliveira, Acto de Primavera (1962). El cine etnográfico y poético definido por Oliveira y Reis guiaría el curso de las cuatro obras que entre 1974 y 1989 realizará Margarida Cordeiro junto a Antonio Réis.
En diferentes entrevistas ha reconocido las dificultades y los problemas que afrontó por su condición de mujer en la escena cinematográfica portuguesa durante la segunda mitad del siglo XX, donde denuncia haber estado relegada a un segundo plano y sufrir una constante discriminación mediática, debido a su condición de pareja laboral y sentimental de Antonio Reis.
Tras su retirada activa del cine, trabajará en el Hospital Miguel Bombarda de Lisboa, en el cual llegará a ser jefa del servicio de psiquiatría. En la actualidad reside en Bemposta, en la casa de su madre con su hermana Isabel.

## Obra
Cordeiro es coautora, junto a Antonio Reis, de una obra clave y decisiva en la identidad del cine portugués contemporáneo, desarrollada en el contexto sociocultural de los años posteriores a la Revolución de los Claveles del 25 de abril de 1974, hito en la historia reciente de Portugal por lo que supuso como derrocamiento de la Dictadura de Salazar, que comenzó a principios de los años treinta.
Las películas de Margarida Cordeiro y António Reis se realizaron entre los años 70 y 80. Son cintas inusuales en su forma y contenido, de estilo hipnótico y profunda sensibilidad, a medio camino entre el documental poético y el cine etnográfico, donde los paisajes naturales y humanos son los protagonistas y donde el tiempo es un continuo suspendido. Se trata de obras precursoras que explican el devenir posterior del cine europeo.
Sus películas se apartan de la corriente urbana imperante en el momento, inventando un lenguaje cinematográfico poético e hipnótico, de un estilo y una sensibilidad que marcará el rumbo de una larga tradición de cine radical en Portugal.
Gran parte del cine revolucionario portugués posterior a la dictadura de Salazar tuvo un marcado carácter urbano del que Cordeiro y Reis se apartaron enérgicamente, recorriendo en sentido contrario el camino de la emigración interior que estaba desfigurando el país. Si cada día llegaban a la capital campesinos empobrecidos que acababan sirviendo en la guerra colonial o malviviendo en los poblados de la periferia, los cineastas se alejaron deliberadamente de la ciudad para trabajar sobre la estructura material y mítica de la más remota de las regiones que despoblaban los que se marchaban, Trás-os-Montes.
Trás-os-Montes (1976), la primera película que rodó con António Reis se convirtió en una película de referencia para toda una generación de directores portugueses, por cuanto supuso un gesto provocativo: los nuevos gobernantes democráticos debían comprender la dialéctica entre riqueza estética y pobreza material que determinaba las formas de vida del pueblo en cuyo nombre hablaban. La tarea de los cineastas consistía en mostrar que la región más pobre y castigada del país, la más desposeída, era precisamente aquella cuyos símbolos se habían perpetuado visiblemente a lo largo del tiempo. 
Posteriormente realizará Ana (1985), su primer largometraje de ficción, un retrato intergeneracional cargado de una poética insólita. Fundiendo símbolos del pasado con la realidad del mundo moderno, Ana es una poderosa meditación sobre la historia de la civilización humana.Su última obra es Rosa de Areia (1989), filme de clara inspiración literaria en el que se aprecian las huellas de Kafka o Montaigne.
A principio de los noventa se embarca en el proyecto de realizar una adaptación cinematográfica de la novela Pedro Páramo del escritor mexicano Juan Rulfo con Javier Bardem, Rossy de Palma y Marisa Paredes en el reparto. La muerte de Antonio Reis en 1991 y la escasa financiación para llevar a cabo la película la llevaron a desistir de este proyecto.
Los conceptos artísticos desarrollados por António Reis y Margarida Cordeiro se denominan The School of Reis, término acuñado por el historiador de cine Haden Guest, director del Harvard Film Archive al referirse a la influencia ejercida por la escuela de pensamiento del director portugués António Reis a través de su didáctica en sus clases como profesor de la Escuela Nacional de Cine Portuguesa, de 1977 a 1991, durante generaciones de futuros directores portugueses que aprendieron bajo la tutela de Reis.

## Filmografía
- Jaime (1974)
- Trás-os-Montes (1976)
- Ana (1985)
- Rosa de Areia (1989)